# Castello-Molina di Fiemme
Castello-Molina di Fiemme ist eine italienische Gemeinde (comune) mit 2320 Einwohnern (Stand 31. Dezember 2023) in der Provinz Trient, Region Trentino-Südtirol.

## Geografie
Die Gemeinde liegt im Fleimstal etwa 30 Kilometer nordöstlich von Trient auf einer Höhe von 950 m s.l.m. am Avisio. Letzterer wird beim Ortsteil Stramentizzo zum Stramentizzo-Stausee aufgestaut. Die Nachbargemeinden sind Cavalese, Pieve Tesino, Telve, Valfloriana und Ville di Fiemme im Trentino sowie Altrei in Südtirol.

## Verwaltungsgliederung
Der Gemeinde besteht aus den  Fraktionen Castello di Fiemme (deutsch: Kastell im Fleimstal), Molina di Fiemme (Mühlen im Fleimstal), Predaia und Stramentizzo. Der Gemeindesitz befindet sich in Castello di Fiemme. 

## Verkehr
Durch das Gemeindegebiet führt die Staatsstraße 48 sowie die aus dem Cembratal kommende Staatsstraße 612. Von Letzterer biegt bei Molina die Passstraße zum Manghenpass im Lagorai ab, der das Fleimstal mit der Valsugana verbindet. Zwischen 1918 und 1963 besaß der Ort außerdem eine Station an der Fleimstalbahn.

## Persönlichkeiten
- Franco Nones (* 1941), Skilangläufer und Olympiasieger

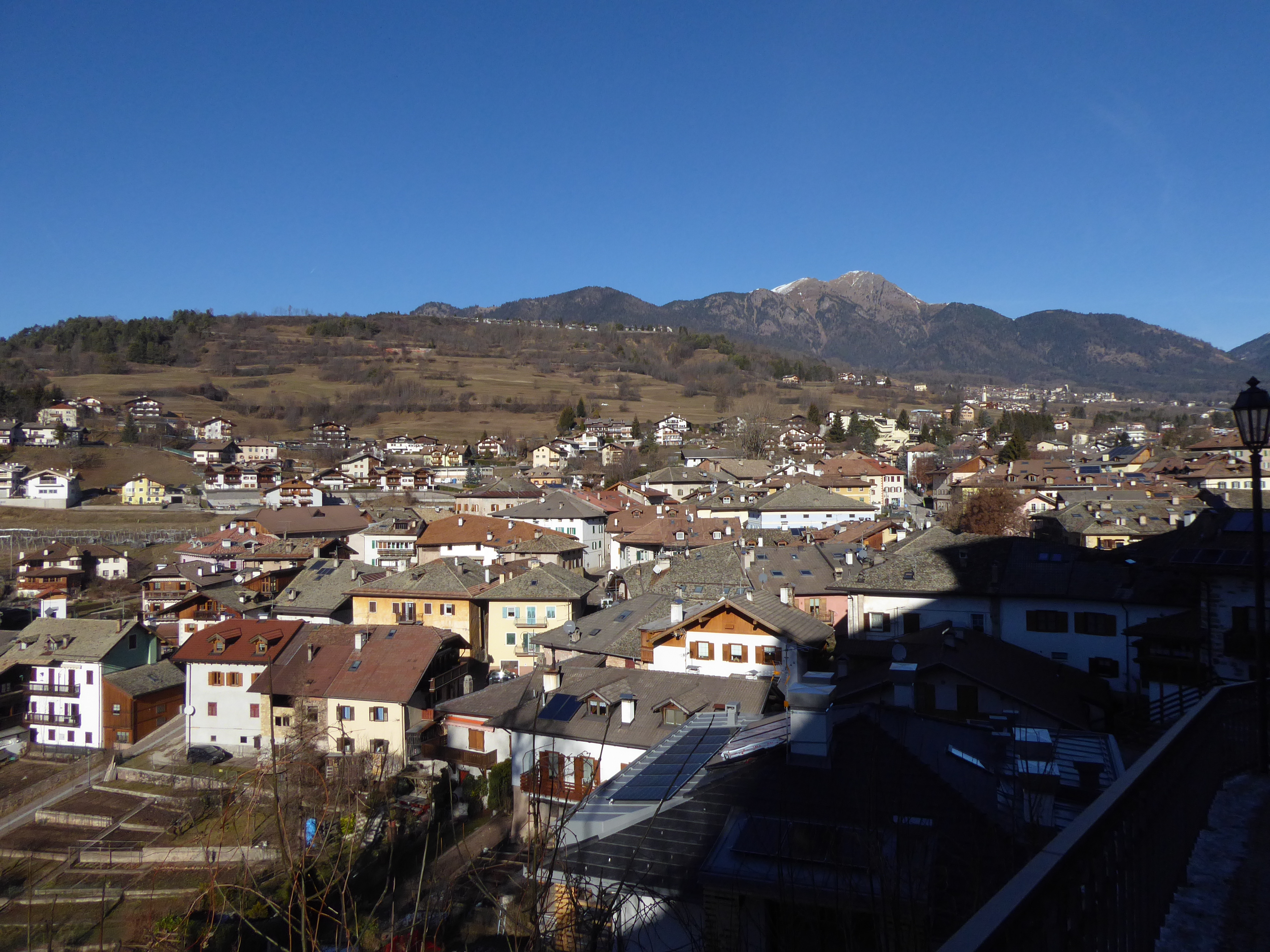
Castello di Fiemme
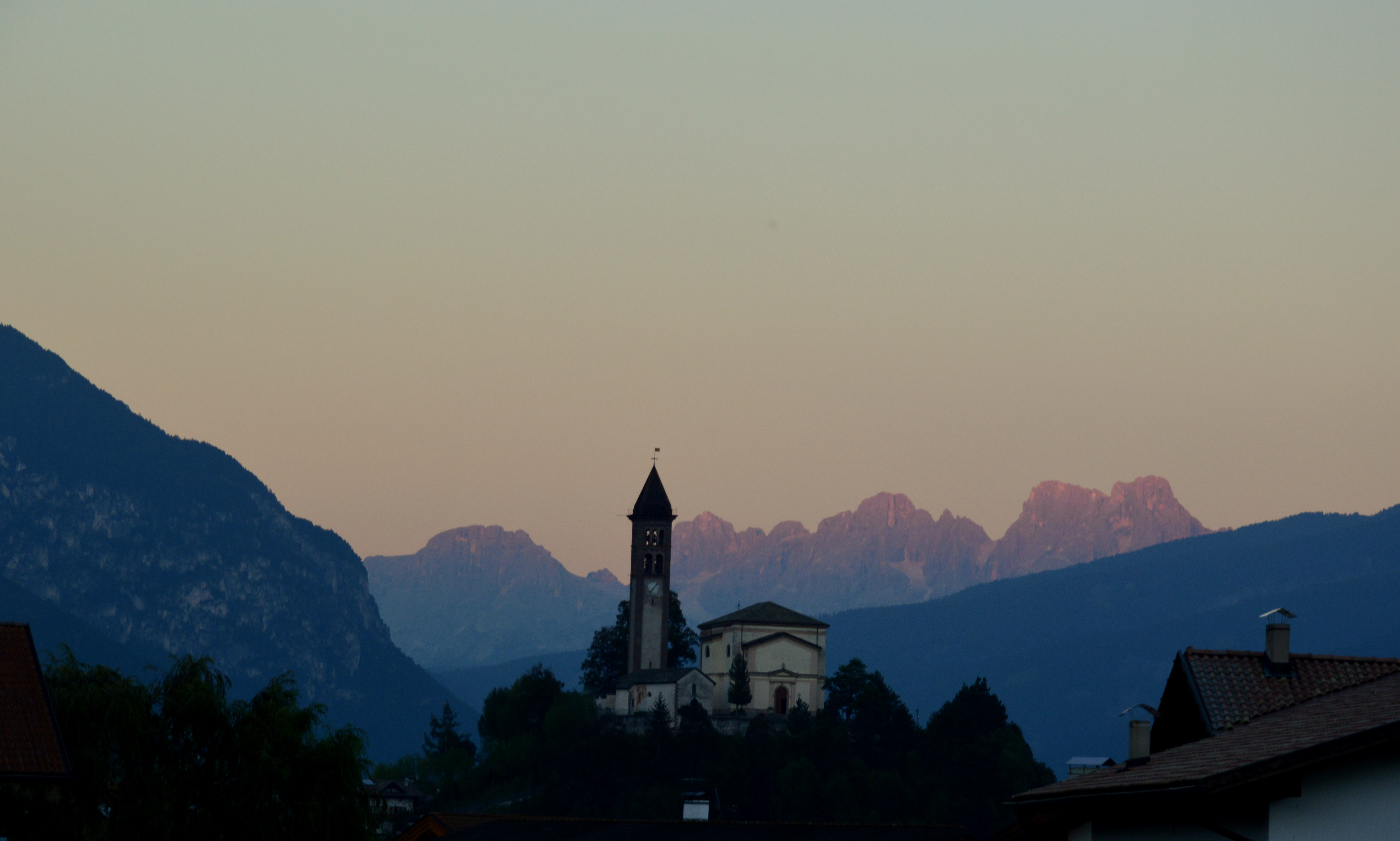
Pfarrkirche San Giorgio in Castello mit Palagruppe
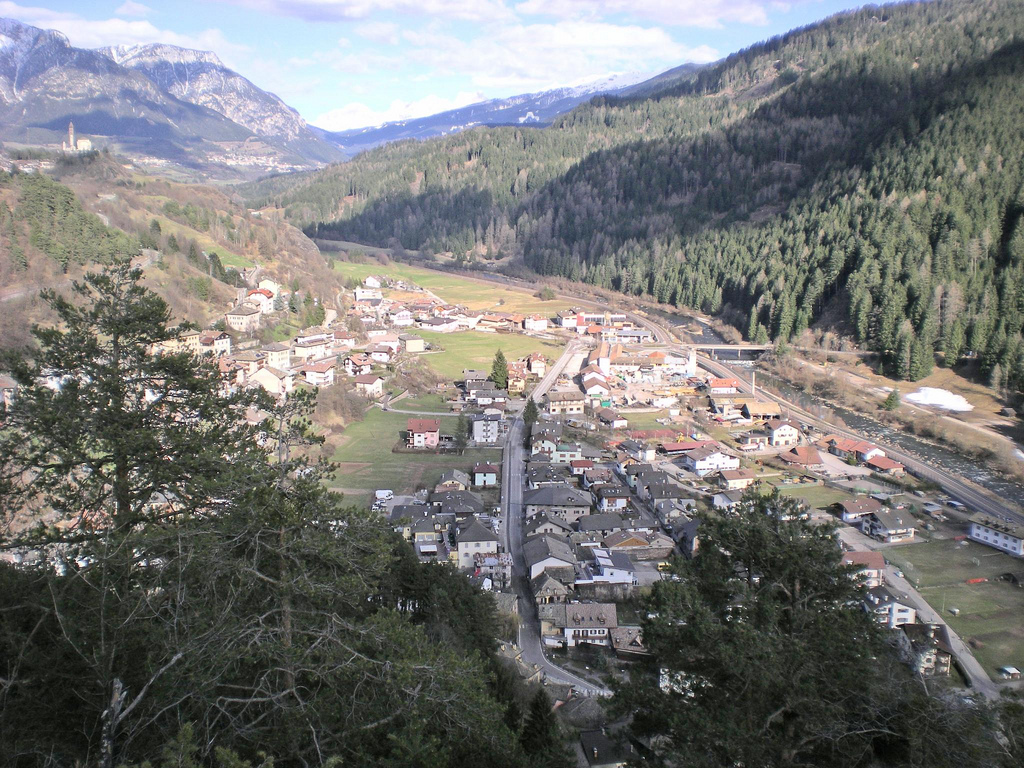
Molina di Fiemme mit Avisio
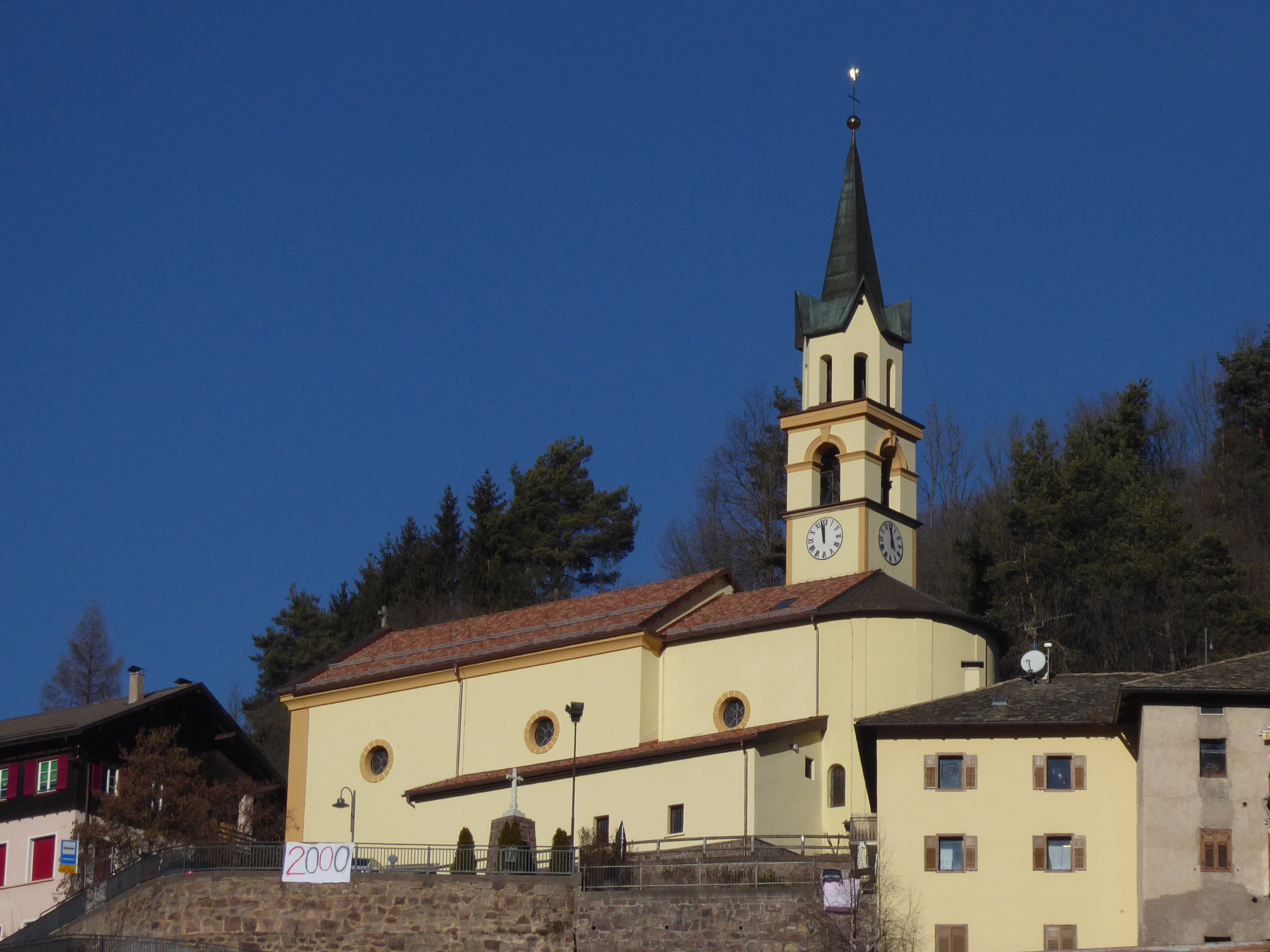
Pfarrkirche Sant’Antonio in Molina
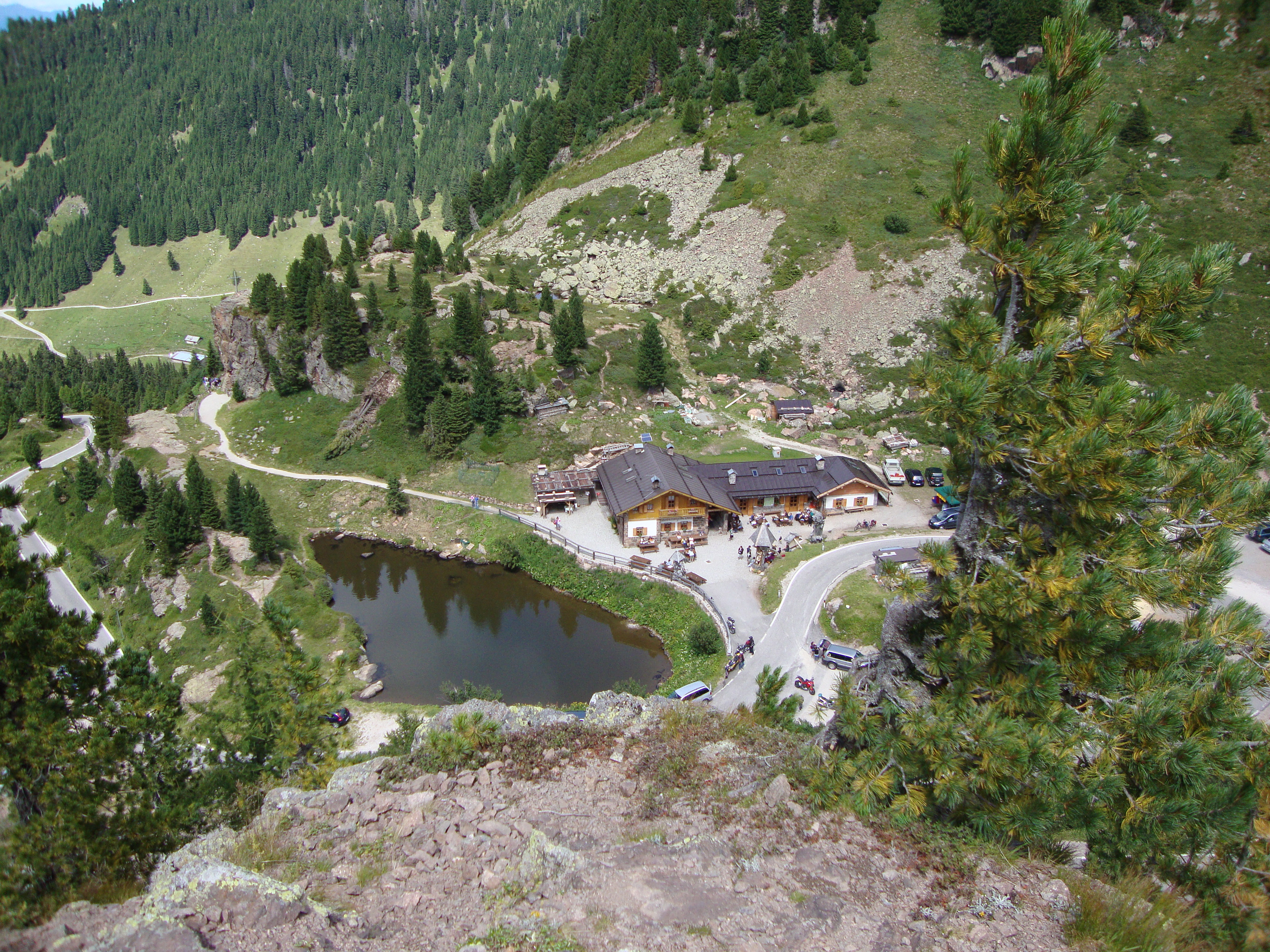
Manghenpass